# Mostová
Mostová (Hongaars: Hidaskürt) is een Slowaakse gemeente in de regio Trnava, en maakt deel uit van het district Galanta.
Mostová telt 1.649 inwoners. De overgrote meerderheid van de bevolking is etnisch Hongaar.
In 2021 waren er 1578 inwoners. waarvan 1182 (+40) Hongaars en 317 (+28) Slowaaks.